# Vain Glory Opera
Vain Glory Opera, lanzado El 15 de enero de 1998, es el Segundo álbum de la banda alemana de power metal Edguy. Este álbum fue la base para la carrera de la banda, y probablemente su álbum más conocido. Fue producido por el ex guitarrista de Stratovarius, Timo Tolkki, que además de participar como productor toca la guitarra en la pista 6. También participó con su voz el vocalista de Blind Guardian, Hansi Kürsch en "Out of Control" y en el homónimo "Vain Glory Opera".

## Lista de canciones
1. "Overture" – 1:31
2. "Until We Rise Again" – 4:28
3. "How Many Miles" – 5:39
4. "Scarlet Rose" – 5:10
5. "Out of Control" – 5:04
6. "Vain Glory Opera" – 6:08
7. "Fairytale" – 5:11
8. "Walk on Fighting" – 4:46
9. "Tomorrow" – 3:53
10. "No More Foolin'" – 4:55
11. "Hymn" (Ultravox cover) – 4:53
12. "But Here I Am" – 4:33

## Formación
- Tobias Sammet – Voces, Bajo, Teclado
- Jens Ludwig – Guitarra
- Dirk Sauer – Guitarra
- Frank Lindenhall – Baterista de sesión

Músicos invitados:
- Ralf Zdiarstek – Coros
- Norman Meiritz – Coros
- Andy Allendorfer – Coros
- Hansi Kürsch – Voces en las pistas 5 & 6
- Timo Tolkki – Guitarra en las pistas 5 & 6

- Datos: Q1188439